# ジョニー・ケース
ジョニー・ケース（Johnny Case、1989年6月28日 - ）は、アメリカ合衆国の男性総合格闘家、プロボクサー。アイオワ州ジェファーソン出身。MMAラボ所属。元MCCライト級王者。

## 来歴
4歳からレスリングを始め、中学生の頃に日本の総合格闘技団体『PRIDE』を見たことがきっかけで総合格闘技のチャンピオンを目指すことが夢となった。2007年、18歳でプロ総合格闘技デビュー。

### UFC
2014年9月20日、UFC初参戦となったUFC Fight Night: Hunt vs. Nelsonで徳留一樹と対戦し、ギロチンチョークで一本勝ち。パフォーマンス・オブ・ザ・ナイトを受賞した。
2015年1月18日、UFC Fight Night: McGregor vs. Siverでフランキー・ペレスと対戦し、マウントポジションからのパウンドでTKO勝ち。
2015年11月7日、UFC Fight Night: Belfort vs. Henderson 3でヤン・カブラルと対戦し、3-0の判定勝ち。これで12連勝となり、UFC4連勝を飾った。
2016年3月20日、UFC Fight Night: Werdum vs. Tyburaでジェイク・マシューズと対戦し、試合終了間際にリアネイキドチョークで一本負け。UFCでの連勝は4でストップしたが、ファイト・オブ・ザ・ナイトを受賞した。

### RIZIN
2018年12月31日、RIZIN初出場となったRIZIN.14で矢地祐介と対戦し、パンチで矢地の右目尻をカットさせ、出血によるドクターストップで2RTKO勝ち。
2019年7月28日、RIZIN.17で北岡悟と対戦。肘打ち、パウンドの連打を浴びせ、1R終了時に北岡が自力で立ち上がれなくなり、コーナーストップによりTKO勝ち。
2019年10月12日、RIZIN.19のライト級トーナメント1回戦でホベルト・サトシ・ソウザと対戦。左目にパンチを受けたサトシがタップアウトし、試合開始から75秒でTKO勝ち。
2019年12月31日、RIZIN.20のライト級トーナメント準決勝でトフィック・ムサエフと対戦し、ダウンを奪われパウンドで1RTKO負けを喫した。
2021年4月23日のPFL.1でロイック・ラジャボフとの対戦が発表されていたが、試合前に当時の彼女（女性総合格闘家）と喧嘩し、女性に通報されて逮捕されたことで試合を欠場、トーナメントからも離脱した。ケース側は声明により容疑を否認、後に正当防衛が認められてすぐに釈放され、起訴も取り下げられた。
2021年7月17日、新型コロナウイルスによる入国制限により、本人の望んでいたRIZINに出場することが出来ないため、アメリカ合衆国アイオワ州ジェファーソンのワイルドローズカジノにてプロボクシングデビュー。ライトヘビー級4回戦で、ジャマリウス・ブラウンに2回1分10秒でKO勝利した。
2021年10月30日、ボクシング2戦目の試合を行い、ジョー・ボリスに2RKO勝利。
2021年12月31日のRIZIN.33でホベルト・サトシ・ソウザと再戦が決定していたが、試合発表直前に新型コロナウイルスのオミクロン株が流行し、再び日本政府によって外国人の入国制限が発令されたことから出場は叶わなかった。
2022年2月19日、ボクシングでトーマス・アレンに1RKO勝利。プロボクシングで3連続KO勝利となった。
2022年4月17日、RIZIN.35のRIZINライト級タイトルマッチで2年4か月振りにMMAへ復帰。現ライト級王者のホベルト・サトシ・ソウザと約2年半振りに再戦するも、1Rに腕ひしぎ三角固めで一本負け。リベンジを許した。
2022年7月31日、RIZIN.37で武田光司と対戦するも、0-3の判定負け。対日本人初黒星を喫すると共に、RIZIN3連敗となった。
2022年11月12日、ボクシング4戦目でアントワン・ダーネル・グロと対戦し1RKO勝ちを収めた。
2022年12月31日、RIZIN.40で大尊伸光と対戦し、1Rに右フックでダウンを奪った後、パウンドで追撃してTKO勝ち。3年2か月振りの勝利で連敗を止め、涙を流した。同大会では当初、ルイス・グスタボとの対戦が決まっていたが、グスタボの負傷欠場により対戦相手が大尊に変更となった。
2023年4月29日のRIZIN LANDMARK 5でアリ・アブドゥルカリコフとの対戦が決定していたが、練習中に数ヶ所の怪我（右膝の半月板損傷、前十字靭帯断裂、外側側副靭帯断裂、内側側副靭帯断裂、脛骨亀裂骨折）で全治6ヶ月の診断を受け緊急手術となったため欠場。雑賀“ヤン坊”達也が代役出場した。この怪我の影響で、ケースは約9か月間本格的な総合格闘技の練習を行えなかった。
2023年11月11日、ボクシング5戦目でルーベン・ジョンソンと対戦し、4R判定勝ちを収めた。
2024年6月9日、RIZIN.47で“ブラックパンサー”ベイノアと対戦し、1Rにダウンを奪うなど試合を優勢に進めていたが後半に失速し、0-3の判定負け。この試合は前日計量で契約体重を1kgオーバーしたケースにレッドカード（ポイント50％減点）のペナルティが課され、ケースが勝利もしくは引き分けた場合はノーコンテストとなる特別ルールで行われた。なお、試合を裁いたJMOCのジャッジスコアでは、仮に減点50％が無かった場合は2-1でケースの勝利であった。試合後ケースは「最悪な状態でした。RIZIN、榊原サン、僕のファンのみんな、ベイノア選手に謝りたい。キャリア初の計量オーバーをしてしまった。プロとして申し訳ございませんでした。」と謝罪した。ケースは前日の水抜き時に、同行した日本人格闘家から「今こうして元気に生きてくれているだけ本当に良かった」と言われるほどの状態になっていたという。
2025年5月31日、RIZIN WORLD SERIES in KOREAで大原樹理と対戦。この試合は前日の計量で契約体重を330ｇオーバーしたケースにイエローカード（ポイント20％減点）のペナルティ。ケースが勝利もしくは引き分けた場合は無効試合となる特別ルールで実施され、ケースが1RにパンチでKOしたため、結果は無効試合となった。

## 人物
- RIZIN公式YouTubeチャンネルより、ジョニー・ケース自身が過去3試合（矢地戦・サトシ戦・ムサエフ戦）の映像を見ながらを振り返る動画『RIZIN REWIND』[映像 2]
- 2022年の海外インタビューで、「RIZINが大好きなんだ。残りのキャリアはRIZINで戦って終える」と語っており、今後も基本的に日本で戦い、RIZINで引退する予定であることを明かしている[17]。
- RIZINでタイトルを争い2度対戦したホベルト・サトシ・ソウザが2022年大晦日に試合をする際に、ケースが対戦相手の特徴と似ていることから「日本で練習を手伝ってほしい」と声を掛けられた。ケースは快く受諾し、日本の磐田に2ヶ月間住み込んで、ボンサイ柔術やBELLWOOD GYMで共に練習を重ねて大晦日までサトシをサポートした[映像 3]。

## 戦績

### 総合格闘技
| 総合格闘技 戦績 | 総合格闘技 戦績 | 総合格闘技 戦績 | 総合格闘技 戦績 | 総合格闘技 戦績 | 総合格闘技 戦績 | 総合格闘技 戦績 |
| --------------- | --------------- | --------------- | --------------- | --------------- | --------------- | --------------- |
| 40 試合         | (T)KO           | 一本            | 判定            | その他          | 引き分け        | 無効試合        |
| 28 勝           | 20              | 4               | 4               | 0               | 1               | 1               |
| 10 敗           | 4               | 3               | 3               | 0               | 1               | 1               |

| 勝敗 | 対戦相手                       | 試合結果                                        | 大会名                                       | 開催年月日     |
| －   | 大原樹理                       | ノーコンテスト（ケースの体重超過）              | RIZIN WORLD SERIES in KOREA                  | 2025年5月31日  |
| ×    | "ブラックパンサー"ベイノア     | 5分3R終了 判定0-3                               | RIZIN.47                                     | 2024年6月9日   |
| ○    | 大尊伸光                       | 1R 0:36 TKO（右フック→パウンド）                | RIZIN.40                                     | 2022年12月31日 |
| ×    | 武田光司                       | 5分3R終了 判定0-3                               | RIZIN.37                                     | 2022年7月31日  |
| ×    | ホベルト・サトシ・ソウザ       | 1R 3:32 腕ひしぎ三角固め                        | RIZIN.35 【RIZINライト級タイトルマッチ】     | 2022年4月17日  |
| ×    | トフィック・ムサエフ           | 1R 2:47 TKO（スタンドパンチ連打）               | RIZIN.20 【RIZINライト級トーナメント準決勝】 | 2019年12月31日 |
| ○    | ホベルト・サトシ・ソウザ       | 1R 1:15 TKO（ギブアップ）                       | RIZIN.19 【RIZINライト級トーナメント1回戦】  | 2019年10月12日 |
| ○    | 北岡悟                         | 1R終了時 TKO（コーナーストップ）                | RIZIN.17                                     | 2019年7月28日  |
| ○    | 矢地祐介                       | 2R 4:47 TKO（ドクターストップ：カットでの出血） | RIZIN.14                                     | 2018年12月31日 |
| △    | ナタン・シュルチ               | 5分2R終了 判定0-1                               | PFL 9: 2018 Season PFL Playoffs 2            | 2018年10月13日 |
| ○    | ホセ・ルイス・ベルドゥーゴ     | 1R 0:36 TKO（パンチ連打）                       | Iron Boy MMA 12                              | 2018年7月28日  |
| ○    | ブランドン・ロンガーノ         | 1R 3:25 TKO（パンチ連打）                       | Extreme Beatdown 21                          | 2018年3月10日  |
| ×    | アンソニー・ロッコ・マーティン | 5分3R終了 判定0-3                               | UFC Fight Night: Chiesa vs. Lee              | 2017年6月25日  |
| ×    | ジェイク・マシューズ           | 3R 4:45 リアネイキドチョーク                    | UFC Fight Night: Hunt vs. Mir                | 2016年3月20日  |
| ○    | ヤン・カブラル                 | 5分3R終了 判定3-0                               | UFC Fight Night: Belfort vs. Henderson 3     | 2015年11月7日  |
| ○    | フランシスコ・トレヴィーノ     | 5分3R終了 判定3-0                               | UFC 188: Velasquez vs. Werdum                | 2015年6月13日  |
| ○    | フランキー・ペレス             | 3R 1:54 TKO（パウンド）                         | UFC Fight Night: McGregor vs. Siver          | 2015年1月18日  |
| ○    | 徳留一樹                       | 2R 2:34 ギロチンチョーク                        | UFC Fight Night: Hunt vs. Nelson             | 2014年9月20日  |
| ○    | EJ・ブルックス                 | 5分3R終了 判定2-1                               | RFA 10: Rhodes vs. Jouban                    | 2013年10月25日 |
| ○    | テッド・ワージントン           | 2R 2:47 TKO（パンチ連打）                       | MCC 49 【MCCライト級タイトルマッチ】         | 2013年8月2日   |
| ○    | デミ・ディーズ                 | 2R 4:12 TKO（パンチ連打）                       | MCC 46 【MCCライト級タイトルマッチ】         | 2013年2月22日  |
| ○    | ショーン・ウィルソン           | 1R 4:07 TKO（パンチ連打）                       | MCC 44 【MCCライト級タイトルマッチ】         | 2012年11月21日 |
| ○    | ジェイ・エリス                 | 1R 2:30 KO（パンチ）                            | Brutaal Fight Night                          | 2012年2月18日  |
| ○    | デレク・ゲッツェル             | 5分3R終了 判定3-0                               | Brutaal Fight Night                          | 2011年7月30日  |
| ○    | ロニー・スクリーヴェン         | 1R 0:18 KO（パンチ）                            | MCC 33                                       | 2011年4月9日   |
| ○    | ジェレミー・カストロ           | 2R 0:29 TKO（パンチ連打）                       | MCC 31                                       | 2011年1月15日  |
| ×    | リック・グレン                 | 1R 4:07 TKO（パンチ連打）                       | MCC 29                                       | 2010年10月22日 |
| ○    | テイラー・ミルズ               | 1R 0:31 KO                                      | Brutaal Fight Night                          | 2010年8月27日  |
| ○    | マイク・ミラー                 | 1R 1:02 リアネイキドチョーク                    | MCC 26                                       | 2010年4月16日  |
| ×    | デレク・ゲッツェル             | 1R 2:05 TKO（パンチ連打）                       | Brutaal: Strikeforce Final                   | 2010年2月26日  |
| ○    | ジェイムズ・ウィンタース       | 1R 0:52 KO（パンチ）                            | Iowa Insanity                                | 2009年12月20日 |
| ○    | ブランドン・ベルシェロン       | 1R 1:18 TKO（パンチ連打）                       | Brutaal Fight Night                          | 2009年11月25日 |
| ○    | ゲイブ・ウォルブリッジ         | 1R 1:52 ギロチンチョーク                        | Ambition Promotions: The Crucible            | 2009年9月12日  |
| ○    | ローランド・ラーソン           | 1R 0:59 KO（パンチ）                            | Brutaal Fight Night                          | 2009年4月11日  |
| ○    | ネイト・ボーベル               | 1R 0:51 KO（パンチ）                            | Brutaal Fight Night                          | 2009年2月21日  |
| ○    | トラヴィス・ナス               | 1R 1:03 一本                                    | Brutaal Fight Night                          | 2008年12月13日 |
| ○    | ティム・モリス                 | 1R 2:50 TKO（パンチ連打）                       | Brutaal Fight Night                          | 2008年7月12日  |
| ○    | ジェラルド・スティール         | 1R 0:48 KO（パンチ）                            | Brutaal Fight Night                          | 2008年6月13日  |
| ×    | マーカス・レヴェッサー         | 1R 0:23 KO（パンチ）                            | Seconds Out                                  | 2008年5月17日  |
| ×    | チャド・マーフィー             | 1R 腕ひしぎ十字固め                             | Brutaal Fight Night                          | 2007年12月5日  |

### プロボクシング
| プロボクシング 戦績 | プロボクシング 戦績 | プロボクシング 戦績 | プロボクシング 戦績 | プロボクシング 戦績 | プロボクシング 戦績 | プロボクシング 戦績 |
| ------------------- | ------------------- | ------------------- | ------------------- | ------------------- | ------------------- | ------------------- |
| 5 試合              | (T)KO               | 判定                | その他              | 引き分け            | 無効試合            |                     |
| 5 勝                | 4                   | 1                   | 0                   | 0                   | 0                   |                     |
| 0 敗                | 0                   | 0                   | 0                   | 0                   | 0                   |                     |

| 戦           | 日付           | 勝敗 | 時間    | 内容    | 対戦相手                     | 国籍           | 備考           |
| ------------ | -------------- | ---- | ------- | ------- | ---------------------------- | -------------- | -------------- |
| 1            | 2021年7月17日  | ☆    | 2R 1:10 | KO      | ジャマリウス・ブラウン       | アメリカ合衆国 | プロデビュー戦 |
| 2            | 2021年10月30日 | ☆    | 1R 2:58 | KO      | ジョー・ボリス               | アメリカ合衆国 |                |
| 3            | 2022年2月19日  | ☆    | 2R 0:50 | KO      | トーマス・アレン             | アメリカ合衆国 |                |
| 4            | 2022年11月12日 | ☆    | 1R 0:32 | KO      | アントワン・ダーネル・グロス | アメリカ合衆国 |                |
| 5            | 2023年11月11日 | ☆    | 4R      | 判定3-0 | ルーベン・ジョンソン         | アメリカ合衆国 |                |
| テンプレート |                |      |         |         |                              |                |                |

## 獲得タイトル
- MCCライト級王座（2012年）

## 表彰
- ブラジリアン柔術 紫帯
- UFC パフォーマンス・オブ・ザ・ナイト（1回）
- UFC ファイト・オブ・ザ・ナイト（1回）